# Antônio Anibelli Neto
Antonio Annibelli Neto (Curitiba, 18 de setembro de 1973) é um médico veterinário, advogado e político brasileiro filiado ao Movimento Democrático Brasileiro, atualmente deputado estadual do Paraná.

## Biografia
É filho do ex-deputado e ex-presidente da Assembleia Legislativa do Paraná (ALEP), Antonio Martins Anibelli e de dona Yara Baggio. É neto do ex-deputado Antônio Annibelli.
Graduado em Medicina Veterinária e cursando faculdade de Direito na Universidade Tuiuti do Paraná, em 1999, exerceu os cargos de vice-presidente e presidente do Centro Acadêmico da instituição. Iniciou sua militância no movimento estudantil, onde em 2001 foi eleito vice-presidente da União Paranaense dos Estudantes (UPE) e presidente da mesma entidade em 2002 e 2003. Foi eleito, em 2003, vice-presidente da União Nacional dos Estudantes (UNE) no Paraná. Foi ainda Secretário Geral e Presidente do PMDB Jovem.
Em sua primeira eleição, em 2010, acabou eleito com 60 mil votos. Em 2014, alancou 49 mil, o que garantiu sua reeleição à ALEP. Foi reeleito em 2018. Em 2019 a Justiça pediu o bloqueio de mais de 175 mil reais em bens do deputado, por suspeitas de gastos irregulares com alimentação. Em 2021 foi eleito presidente do MDB do Paraná com 76% dos votos.